# David Guthrie
David Guthrie (* 21. Mai 1974 in Athens, Georgia) ist ein US-amerikanischer Schiedsrichter im Basketball, der seit dem Jahr 2005 in der NBA tätig ist. Er trägt die Uniform mit der Nummer 16.

## Karriere

### College-Basketball
Vor dem Einstieg in die professionellen Basketballwettbewerbe arbeitete er als College-Basketballschiedsrichter u. a. in der Atlantic Coast Conference und der Southeastern Conference.

### Continental Basketball Association
Vor dem Einstieg in die NBA arbeitete er als Schiedsrichter in der Continental Basketball Association.

### National Basketball Association
Guthrie begann im Jahr 2005 seine NBA-Schiedsrichterlaufbahn beim Spiel der New Jersey Nets gegen die Milwaukee Bucks.
Zuvor war er als Schiedsrichter in der NBA G-League tätig.